# Oleiros (A Coruña)
Oleiros egy község Spanyolországban, A Coruña tartományban. Oleiros A Coruña, Culleredo, Cambre és Sada, Galicia községekkel határos. Lakosainak száma 38 333 fő (2024).

## Népesség
A település népessége az utóbbi években az alábbiak szerint változott:
| Lakosok száma | 26 886 | 28 643 | 31 264 | 32 381 | 34 133 | 34 563 | 35 198 | 36 075 | 37 271 | 38 333 |
|               | 2001   | 2003   | 2006   | 2008   | 2011   | 2014   | 2017   | 2019   | 2022   | 2024   |